# Eschbach (Siede)
Der Eschbach ist ein rund 13 km langer, rechtsseitiger bzw. westlicher Zufluss der Siede im Flusssystem der Weser. Er fließt ausschließlich im südlichen Bereich des Landkreises Diepholz (Niedersachsen, Deutschland).

## Verlauf
Die Quelle des Eschbachs befindet sich südlich von Affinghausen (Samtgemeinde Schwaförden). Von dort fließt er in südlicher Richtung, nimmt den Sudwalder Graben und den Hingstbach auf, fließt durch Mellinghausen (Samtgemeinde Siedenburg) und mündet bei Sieden – direkt an der Bundesstraße 214 – in die Siede.

## Geschichte
Beim Großbrand einer Scheune in Ohlendorf im September 1967 mussten sechs benachbarte Freiwillige Feuerwehren das Wasser mit einer B-Schlauchleitung aus dem 780 m entfernten Eschbach holen. Die Scheune brannte trotzdem völlig ab, doch die angrenzende Mühle konnte gerettet werden.

## Namensgebung
In Mellinghausen (im Ortsteil Ohlendorf) gibt es seit 1983 die Theatergruppe Eschbachtal. Auf der Freilichtbühne in Ohlendorf findet jedes Jahr ein Sommertheaterprogramm in plattdeutscher Sprache statt.